# خالد سینوح
خالد سینوح (عربی: خالد سينوح؛ زادهٔ ۲ مهٔ ۱۹۷۵) بازیکن فوتبال اهل مراکش بود.
از باشگاه‌هایی که در آن بازی کرده‌است می‌توان به باشگاه فوتبال ان. ئی. سی، باشگاه فوتبال قاسم پاشا اسپور، باشگاه فوتبال اوترخت، باشگاه فوتبال اومانیا، باشگاه فوتبال آزد آلکمار، باشگاه فوتبال هیرنفین، باشگاه فوتبال پی‌اس‌وی آیندهوون، باشگاه فوتبال هامبورگ، و باشگاه فوتبال اسپارتا روتردام اشاره کرد.
وی همچنین در تیم ملی فوتبال مراکش بازی کرده‌است.